# Sarvetjärnet, Dalsland
Sarvetjärnet är en sjö i Åmåls kommun i Dalsland och ingår i Göta älvs huvudavrinningsområde. Sarvetjärnen ligger i Sörknatten Natura 2000-område.